# Kirnberg an der Mank
Kirnberg an der Mank är en ort och kommun  i Österrike. Den ligger i distriktet Melk i förbundslandet Niederösterreich, 80 km väster om huvudstaden Wien. 
Kommunen består av 17 orter (Ortschaften) (inom parentes invånarantal 1 januari 2024):

- Artlehen (12)
- Außerreith (21)
- Furth (49)
- Innerreith (1)
- Kimming (73)
- Kirnberg an der Mank (610)
- Kroisbach (8)
- Maierhöfen (19)
- Obergraben (35)
- Oed an der Mank (41)
- Pöllaberg (14)
- Ranitzhof (18)
- Sattlehen (56)
- Strohhof (28)
- Untergraben (18)
- Wolfsbach (58)
- Wolfsmath (48)